# 오익제
오익제(吳益濟, 1929년 ~ 2012년 9월 1일)은 대한민국의 종교인, 정치인이며, 조선민주주의인민공화국의 정치인이다.

## 생애
1929년 평안남도 성천군(현 회창군 대곡리)에서 태어났다. 해방 후 고향에서 천도교 종리원 교화부장을 지냈다. 고려대 경영대학원, 평양 국제관계대학 경제학과를 졸업했다. 국방부 문관과 통일광복민족회의 의장 등을 지내다 천도교 선도사, 종무원장, 종학원장 등을 거쳐 1989년부터 1994년까지 대한민국 천도교의 23.24대 교령을 맡았다.
1994년 6월 15일 신병을 이유로 교령 사임서를 제출했다. 1995년 3월 말까지가 24대 교령 임기였다. 그동안 동학농민운동 백주년 기념관과 수운회관 지하주차장 건설공사 문제로 내부 갈등을 겪어왔다. 이에 따라 후임에는 김재중 교령이 보선으로 선출됐다.
1995년에는 새정치국민회의 창당 발기인, 1995년부터 1997년 1월까지 새정치국민회의의 고문을 맡았다. 새정치국민회의 종교특위 위원장이기도 했다. 1997년 7월에는 민주평화통일정책자문회의 상임위원으로 위촉됐다.
오익제는 1997년 8월 15일 조선민주주의인민공화국으로 망명했다. 8월 초 재미 전금여행사 대표 김충자의 주선으로 미국으로 출국한 후 베이징 북한대사관을 찾아가 영주 의사를 밝히고 북한에 들어갔다. 당시 남한에는 아내 허명숙이 있었고 미국에 딸이 거주하는 것으로 알려졌다. 북한에는 노모와 본처 박선옥, 딸 오천녀가 살고 있었다.
오익제는 평양행을 결심하게 된 배경을 2008년 인터뷰에서 밝혔다. 1978년 8월 4일 이도천 천도교 춘천교구장이 평양을 향해 통일행진을 하다 가로막히자 통일을 외치며 분신자살을 한 사건과 1994년 갑오농민전쟁 100돌 남북 천도교 공동행사가 남측 정부에 의해 무산된 사건 등을 들며 “‘김영삼 정권하에서는 안 되겠다, 도저히 합법적인 방법으로 그 어떤 통일행사도 남조선에서는 할 수가 없다, 어떻게 할 것인가? 남조선을 탈출해서 북조선에 가서 통일운동을 할 수밖에 없다”고 설명했다.
신동아는 2008년 10월호에서 북한의 오익제 납치설을 제기했다. 자진월북한 것으로 알려진 오익제가 통전부에 납치당했다는 기사를 전 조선노동당 통일전선사업부 요원이라고 주장하는 탈북자 장철현의 명의로 실었다. 이같은 신동아의 납치설에 대해 오익제는 통일 전문 인터넷미디어 <통일뉴스> 인터뷰에서 “이것은 날조이고 완전히 조작된 음해, 중상모략”이라고 밝혔다.
또 국가안전기획부는 15대 대통령 선거를 2주 앞두고 1997년 12월 6일 오익제가 국민회의 김대중 후보에게 보냈다는 편지 겉봉과 편지 내용 사본을 공개해 총풍사건과 함께 안기부에 의한 북풍공작을 했다는 논란이 일었다.
안기부는 오익제 월북 사건을 계기로 김대중 후보 낙선을 목적으로 하는 태스크 포스를 꾸리고 일련의 ‘북풍 조작'을 총지휘했다. 안기부가 1997년 대선에 개입한 사실이 공작원 흑금성 박채서의 폭로로 드러났다. 박채서는 김정일과도 면담했으며 북한 수뇌부가 1997년 한국 대선에 개입하려 한다는 사실을 파악했다. 북한은 예상과 달리 김대중 후보를 가장 껄끄러워했다. 박채서는 8월 15일 입북한 오익제의 행적을 몇 개월 전에 국가안전기획부가 알고 있었다며 안기부의 'DJ 죽이기 공작'을 당시 새정치국민회의 정동영 대변인과 만나 제보했다. 흑금성이 수집한 안기부의 대선 공작 관련 정보는 1997년 대선 때 북풍을 막는 데 기여했다. 대선을 앞두고 한나라당 이회창 후보 쪽이 북한에 무력시위를 제안한 총풍(銃風) 사건도 드러났다.
1968년 교인 100만명을 자랑했던 천도교 교세가 2009년엔 10만명이 안되는 정도로 줄어들었다. 천도교의 약세화에는 전 교령 최덕신과 오익제의 월북이 중요한 계기가 되었다. 천도교는 1920년대 최대의 종교였다. 1926년 7월 10일자 동아일보는 조선 종교현황 중에 천도교인 수를 200만 명으로 보도하고 있다. 같은 기사에 기록된 기독교 35만 명, 불교 20여만 명과 비교하면 압도적인 수다.
오익제는 입북 후 1997년 국가 제1급 훈장, 1999년 조국통일상을 받았다. 1999년 4월 당시 주석단 서열 36위였다. 조국평화통일위원회 부위원장, 조선천도교회 중앙지도위원회 고문 등을 역임했으며 북한 최고인민회의 11기, 12기 대의원도 지냈다. 입북 10년을 맞아 자서전 ‘위인과 나의 운명’을 펴냈다.
2012년 병환으로 사망했다. 1999년 10월 5일부터 45일간 외국에서 신병치료를 받은 것으로 밝혀졌다.